# 강서로 (서울)
강서로(Gangseo-ro)는 서울특별시 강서구 화곡동 화곡고가사거리와 강서구 가양동 궁산IC을 잇는 서울특별시의 도로이다.

## 경유지
서울특별시
- 강서구 (화곡동 . 발산동 . 등촌동 . 가양동)

## 노선
| 이름                          | 접속 노선                          | 소재지        | 소재지        | 비고          |
| 중앙로와 직결                 | 중앙로와 직결                      | 중앙로와 직결 | 중앙로와 직결 | 중앙로와 직결 |
| ----------------------------- | ---------------------------------- | ------------- | ------------- | ------------- |
| 화곡고가사거리 (화곡고가처도) | 국회대로                           | 강서구        | 화곡동        |               |
| 화곡사거리                    | 곰달래로                           | 강서구        | 화곡동        |               |
| 화곡터널입구(남)              | 강서로17길 강서로18길              | 강서구        | 화곡동        |               |
| 화곡터널                      |                                    | 강서구        | 화곡동        |               |
| 화곡터널입구(북)              | 가로공원로                         | 강서구        | 화곡동        |               |
| (신월초교입구)                | 까치산로 강서로29길                | 강서구        | 화곡동        |               |
| 화곡역사거리                  | 화곡로                             | 강서구        | 화곡동        |               |
| 우장산역사거리                | 우현로 강서로45길                  | 강서구        | 발산동        |               |
| 명덕고등학교입구              | 강서로47길 강서로48길              | 강서구        | 발산동        |               |
| (우장산공원입구)              | 우장산로                           | 강서구        | 발산동        |               |
| (이름없음)                    | 강서로50길                         | 강서구        | 발산동        |               |
| 발산역사거리                  | 국도 제6호선 (공항대로)            | 강서구        | 발산동        |               |
| (이름없음)                    | 마곡중앙8로                        | 강서구        | 등촌동        |               |
| (이름없음)                    | 마곡중앙10로 강서로62길            | 강서구        | 등촌동        |               |
| (이름없음)                    | 마곡동로8길 강서로68길             | 강서구        | 등촌동        |               |
| 양천향교역사거리              | 서울특별시도 제4201호선 (양천로)   | 강서구        | 가양동        |               |
| (이름없음)                    | 하준로                             | 강서구        | 가양동        |               |
| 궁산 나들목                   | 서울특별시도 제88호선 (올림픽대로) | 강서구        | 가양동        |               |